# 工作說明
工作說明（statement of work）簡稱SOW，是在项目管理中常見的文件。是有關專案工作需求的描述性文件，工作說明會針對供應商要提供給客戶的活動，定義專案有關的活動、交付成果以及時程。工作說明一般會包括需求的細節、價格，以及法規標準、管理條款。工作說明一般會是主服務協議或需求建議書（RFP）的重要附件。

## 簡介
在需求建議書中會說明一些硬體及軟體的方案，有許多的格式或是工作說明文件範本是特別為此製作的。許多公司會有其特製的工作說明書，可以配合他們常收的請求及提案。不過工作說明書多半是由高層主管的目的以及客戶或使用者團體的輸入來決定的。
在許多情形下，工作說明本身是有約束力的合約。主服務協議或是諮詢/訓練服務協議書會推遲一些工作說明中提到，有關工作的合約成份。主服務協議是主要的合約，管理其他多份工作說明。有時工作說明也會提到工作的範圍。例如在合約中要完成一個專案，其中會包括範圍的說明，這也可以做為工作說明，因為其中用簡單精確的詞語簡介專案的工作內容。

## 外部連結
- MIL-STD-881 series （页面存档备份，存于） Work Breakdown Structures for Defense Materiel Items, para 2.4 links to WBS and IMP/IMS
- MIL-HDBK-245 series （页面存档备份，存于） Handbook for Preparation of Statement of Work (SOW), para 3.6.4, 3.8.1
- DPAP: Statement of Work （页面存档备份，存于）